# David Mirkin
Vous lisez un « bon article » labellisé en 2022.
David Mirkin est un réalisateur, scénariste, producteur et acteur américain né le 18 septembre 1955 à Philadelphie en Pennsylvanie. Il passe sa jeunesse dans sa ville natale, puis suit un cursus pour devenir ingénieur électrotechnique, avant de l’abandonner pour étudier le cinéma à l'université Loyola Marymount à Los Angeles. Après avoir obtenu son diplôme, il devient humoriste, puis se tourne vers l’écriture de séries télévisées. Il scénarise alors des épisodes de séries telles que Vivre à trois, It's Garry Shandling's Show et The Larry Sanders Show et tient également le poste de show runner pour la série Newhart. Après une tentative infructueuse d'adapter la série britannique Les Branchés débranchés, David Mirkin crée la série Get a Life en 1990. La série met en vedette Chris Elliott et reste à l’écran pendant deux saisons, malgré le manque de soutien de la part des dirigeants du réseau Fox, qui n'aiment pas son humour noir et surréaliste. Il crée ensuite la série à sketches The Edge, mettant en vedette sa partenaire d'alors, l'actrice Julie Brown.
David Mirkin quitte The Edge pendant sa production afin de devenir producteur délégué et show runner des cinquième et sixième saisons des Simpson. David Mirkin est souvent reconnu pour avoir apporté des éléments plus surréalistes à l’humour de la série, comme peut le démontrer le premier épisode dont il signe le scénario, Homer dans l'espace, dans lequel Homer Simpson va dans l'espace dans le cadre d'un programme de la NASA visant à rétablir l’intérêt du public pour l’exploration spatiale. Il remporte quatre Primetime Emmy Awards et un Peabody Award pour son travail sur Les Simpson. Après la sixième saison, David Mirkin abandonne le poste de show runner mais continue à produire plusieurs épisodes ultérieurs, coscénarise Les Simpson, le film en 2007 et en 2013 reste dans l’équipe de la série en tant que consultant. Il s'essaye également à la réalisation de longs métrages avec les films Romy et Michelle, 10 ans après en 1997 et Beautés empoisonnées en 2001.

## Biographie

### Jeunesse
David Mirkin naît et passe son enfance à Philadelphie en Pennsylvanie et sort diplômé de la Northeast High School en 1973. Son père est ingénieur en informatique jusqu'à son décès en 1960,. Le frère aîné de David Mirkin, Gary, travaille comme ingénieur de télévision pour la filiale de la NBC à Philadelphie, KYW-TV, maintenant une chaîne détenue et exploitée par la CBS. Tout au long de sa jeunesse, David Mirkin s'intéresse au cinéma, et s'essaie à l'écriture et à la réalisation. Il se décrit lui-même comme un « nerd », et rencontre souvent des problèmes dans son enfance parce qu'il est « dans un autre monde ». Au lycée, estimant que l'enseignement est « trop lent », il est autorisé par ses professeurs à « sécher des cours deux à trois jours par semaine ».
David Mirkin a l'intention d'entamer une carrière en ingénierie électrique, ce qu'il considère comme un emploi plus stable que l'écriture ou la réalisation de films. Il suit alors un cours à l'université Drexel de Philadelphie qui propose six mois d'enseignement suivis d'un stage de six mois au Centre fédéral d'expérimentation de l'aéronautique nationale,. Il trouve l'expérience monotone et désagréable ce qui le pousse à abandonner ce cheminement de carrière,. Il décide finalement que « gagner de l'argent en faisant quelque chose [qu'il aime] vaut mieux que gagner sa vie en faisant quelque chose [qu'il n'aime] pas » et décide de « saisir une énorme chance dans le show business » en déménageant à Los Angeles. Il suit l'école de cinéma à l'université Loyola Marymount, dont il sort diplômé en 1978,.
David Mirkin mentionne Woody Allen et James L. Brooks comme ses inspirations en écriture et Stanley Kubrick et les Monty Python comme ayant développé son « sombre sens de l'humour noir ». Il considère le film Le Lauréat de Mike Nichols comme ce qui l'a poussé à devenir réalisateur.

### Carrière

#### Vivre à troisetNewhart
David Mirkin commence en tant qu'humoriste de stand-up en 1982, se produisant à travers les États-Unis, notamment au Comedy Store et à l'Improv à Los Angeles, où il joue régulièrement. La première réplique qu'il utilise comme running gag dans ses spectacles est « C'est moi, ou tout le monde a craché du sang ces derniers temps ? ». David Mirkin considère ce gag comme « un aperçu de la façon dont » il écrit. Le stand-up est la voie la plus rentable et la plus facilement accessible que David Mirkin trouve pour mettre un pied dans l'industrie de la comédie, mais « il ne s'agit pas d'un mode de vie qu'[il] convoite particulièrement », notamment en raison des nombreux déplacement qu'il engendre.
Il obtient son premier poste de scénariste de télévision, sur la sitcom Vivre à trois en 1983. Selon son cousin, David Mirkin rencontre George Tricker qui devient son mentor. Comme George Tricker écrit pour le spin-off de Vivre à trois, The Ropers, David Mirkin propose un script spéculatif pour un épisode des Ropers. Celui-ci est rejeté par les producteurs, mais le créateur de Vivre à trois, Bernie West, est impressionné par le talent d'écriture de David Mirkin, et lui propose de donner des idées pour sa série. Il propose des idées à l'équipe scénaristique de la série pendant plusieurs années sans succès car le budget alloué au scénario est très limité. Il a toutefois l'occasion de présenter un scénario aux producteurs de la série, qui le lui achètent et l'embauchent comme scénariste officiel. David Mirkin appréhende ce travail parce qu'il pense intégrer l'équipe de Cheers, une série davantage centrée sur l'humour axée sur les personnages, pour laquelle il préfère écrire, mais il ne peut pas se résigner à refuser cette opportunité. David Mirkin considère que Vivre à trois a une « structure d'humour à la française classique » car « les personnages sont si stupides qu'ils ne peuvent jamais rien dire d'intelligent »,. Cela a pour conséquence qu'il doit adapter son enclin à l'humour basé sur les personnages pour correspondre à cette série. Cela « vous oblige à mettre toute l'intelligence dans l'intrigue, une chose beaucoup plus difficile à faire. L'intrigue doit faire rire tout le monde », dit-il. David Mirkin trouve que l'expérience lui a « beaucoup appris sur la structure », ce qui lui donne une bonne base pour ses travaux ultérieurs de séries tournant autour des personnages,.

« J'ai réalisé que j'avais en quelque sorte "fait" la sitcom multi-caméras. J'avais expérimenté tous les aspects de la sitcom multi-caméras et je m'irritais de ses limites. J'ai toujours été un grand fan de films, j'aime les mouvements de caméras sympas, les effets spéciaux, les différents styles de narrations, les différents genres, alors j'ai très tristement réalisé que je ne pouvais pas faire une sitcom normale pour le reste de ma vie où les personnages se rassemblent seulement autour d'un bureau ou d'un canapé de salon. Je tenais ici mon travail de rêve, de rêve, de rêve, qui était une sorte de The Mary Tyler Moore Show avec Bob Newhart, et j'ai réalisé, à ma grande horreur, que je ne pouvais faire ça que pendant quatre ans. »

— David Mirkin, à propos de sa décision de quitter la série Newhart.
Espérant toujours pouvoir travailler sur Cheers, David Mirkin envoie un script spéculatif d'un épisode de Taxi aux scénaristes de Cheers, Ken Levine et David Isaacs. Ils apprécient le scénario et lui offrent un travail indépendant pour écrire l'un des neuf derniers épisodes de la première saison, en attendant qu'elle soit commandée par la NBC. Les épisodes sont commandés, mais l'agent de David Mirkin rejette le travail sur Cheers sans le dire à son client, ne comprenant pas pourquoi il accepterait de travailler sur ce qui est à ce moment-là la série humoristique la moins bien notée de la télévision. David Mirkin vire alors son agent et engage Robb Rothman. Ce dernier connaît Dan Wilcox, le producteur délégué de Newhart, qui comme Cheers est davantage axée sur les personnages. Il le convainc d'embaucher David Mirkin. Il écrit un scénario indépendant et, en 1984, obtient un poste de scénariste permanent contre sept autres prétendants. Il tient le rôle de scénariste et de directeur d'écriture pendant un an et demi avant d'être promu producteur délégué et show runner,,,. David Mirkin sent qu'avec Newhart, « il est à [sa] place ». Pour lui, il était « enfin arrivé à un endroit de [sa] vie où tout ce [qu'il a] toujours voulu est réuni ». En 1987, il reçoit une nomination aux Primetime Emmy Awards dans la catégorie du meilleur scénario pour une série télévisée comique pour Newhart. Il s'agit alors de la première nomination de la série dans cette catégorie et du premier scénario que David Mirkin écrit en tant que show runner. David Mirkin réalise la plupart des épisodes qu'il écrit car il considère la réalisation comme « une façon de protéger l'écriture ». Il gardera cette philosophie tout au long de sa carrière, pensant qu'« être le scénariste en chef... n’est pas suffisant ; vous devez considérer le matériau à travers son exécution, en particulier les choses les plus étranges. Vous devez être là pour vous assurer que chaque folle idée ne perde aucune nuance dérangeante ». David Mirkin quitte l’équipe de Newhart en 1988, ayant la volonté de travailler sur une sitcom à caméra unique.
Après avoir quitté Newhart, il écrit des scénarios indépendants pour It's Garry Shandling's Show et The Tracey Ullman Show,,. Garry Shandling demande à David Mirkin de cocréer avec lui le Larry Sanders Show. Il n'a pas le temps, mais accepte de travailler en tant que scénariste et consultant pour la première saison, avant de revenir en 1998 pour réaliser le dernier épisode de la saison, Le Début de la fin,,,.

#### Get a LifeetThe Edge

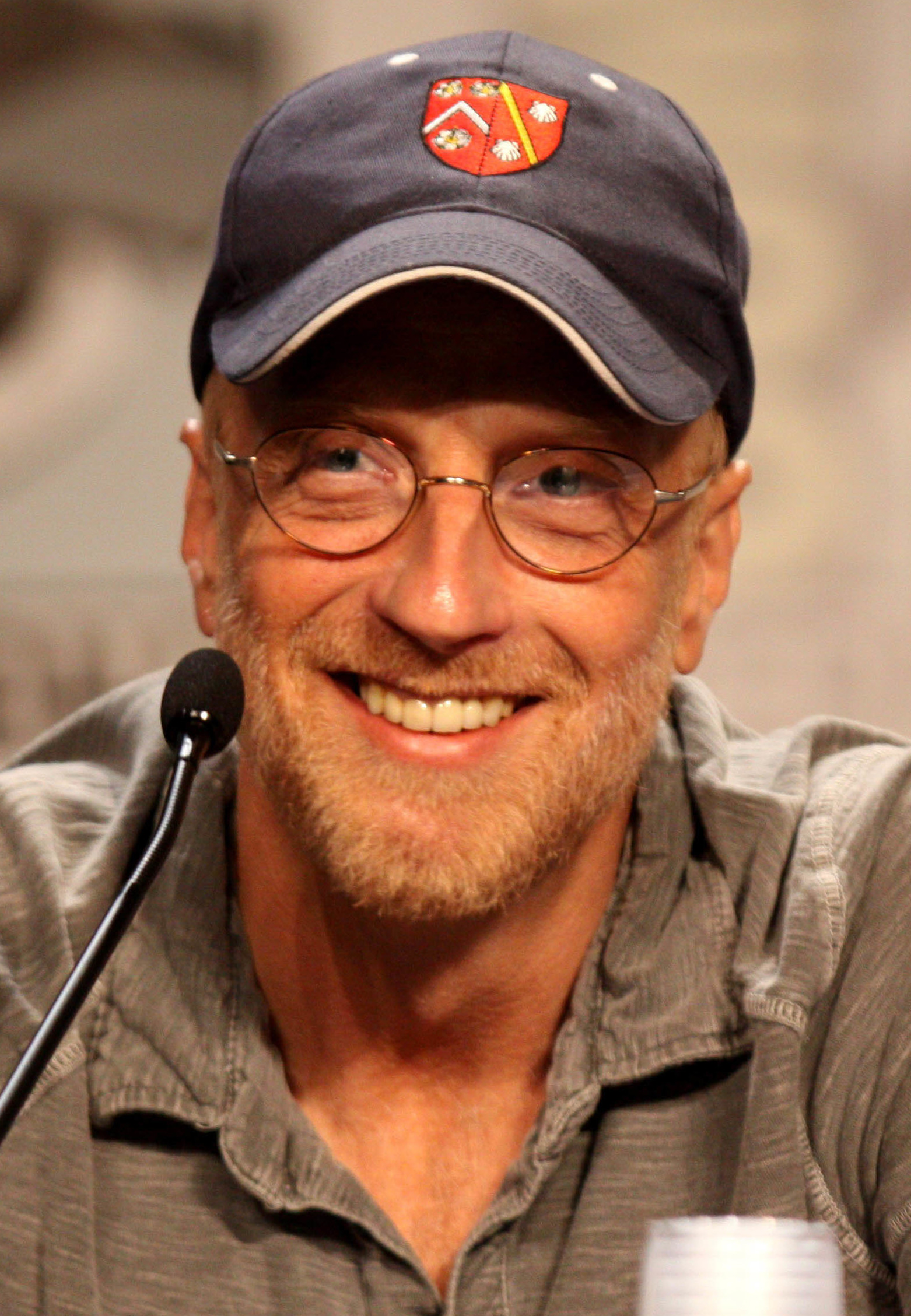
David Mirkin crée Get a Life avec Chris Elliott, qui tient également le rôle principal de la série.

David Mirkin veut produire une série surréaliste, dans le style des Monty Python et filmée avec une unique caméra. Il a un accord de développement avec les producteurs de Newhart, MTM Enterprises et arrive à les persuader d'acheter les droits pour la production d'un pilote de l'adaptation américaine de la sitcom britannique Les Branchés débranchés. Ce pilote, intitulé Oh No, Not THEM!, met en vedette Nigel Planer de la série originale, ainsi que Jackie Earle Haley et Robert Bundy,. David Mirkin veut que le comédien Chris Elliott soit présent dans le pilote, mais la Fox le préempte, souhaitant qu'il joue dans une autre série,. Selon David Mirkin, Oh No, Not THEM! n'obtient pas le succès escompté car il est trop « surréaliste » et « sarcastique »,. David Mirkin et Chris Elliott décident alors de développer ensemble une nouvelle série, avec Adam Resnick. En 1990, ils créent la sitcom Get a Life, conçue comme une version sombre, surréaliste et psychotique du cartoon Dennis la Menace. La série met en vedette Chris Elliott dans le rôle de Chris Peterson, un livreur de journal de trente ans qui vit toujours chez ses parents et qui perd de plus en plus son emprise sur la réalité,. Au départ, la Fox n’est pas emballée par le projet, mais David Mirkin arrive à convaincre les dirigeants de commander un pilote en leur dissimulant à quel point la série serait noire. Après la première vision les dirigeants n'aiment pas le pilote, mais selon David Mirkin c'est parce qu'ils « n'ont pas compris » l'épisode et il décide de ne pas le modifier. Finalement les décideurs apprécient le pilote après leur deuxième visualisation ce qui conduit à son achèvement et sa diffusion. Cependant, tout au long de la diffusion de la série, l'attitude initialement négative de la chaîne s'accentue,. Selon David Mirkin, plusieurs dirigeants ont du mal à le comprendre et s'opposent à la noirceur et au surréalisme de la série, qui met notamment souvent en scène la mort de Chris, le personnage principal, et ils le menacent régulièrement d'arrêter la production,. Après la première saison, sous l’impulsion de la Fox, Chris quitte le garage de ses parents, essaie d'obtenir des emplois complémentaires à son occupation de livreur de journal et tente de se faire une petite-amie. Toutefois, David Mirkin et Chris Elliott refusent de « compromettre la maladresse essentielle de la série ».
David Mirkin tient le rôle de producteur délégué de la série, réalise la plupart des épisodes, en écrit plusieurs et supervise la production et la réalisation de la totalité d'entre eux, pour s'assurer qu'ils ont tous « le bon ton »,,. Le processus de production de la série est long : David Mirkin se lève à 5 heures du matin pour filmer un épisode, puis en écrit d'autres entre 19 heures et 1 heure du matin, puis il répète tout cela le lendemain. Contrairement à la plupart des séries à caméra unique dont chaque épisode peuvent se tourner en six jours, David Mirkin doit filmer les épisodes en deux jours. Il apprécie ce procédé, mais trouve que ce n’est « pas une saine façon de vivre ». À cause de la logistique du tournage de la série, notamment ses nombreux décors et effets spéciaux, David Mirkin convainc la Fox de ne pas la filmer devant un public et d'utiliser des rires enregistrés à la place,. L'émission réalise une audience stable et assez bonne lors de sa première saison, terminant à la quatre-vingt-douzième place des cent soixante-neuf émissions répertoriées sur l’échelle de Nielsen pour cette saison,. Cependant, pour sa deuxième saison, la série est déplacée de 20 h 30 le dimanche à 21 h 30 le samedi, ce qui lui fait perdre l'essentiel de son audience, entraînant son annulation à l'issue de cette saison, en 1992,. En 1999, dans un article sur la sortie en DVD de la série, Tom Shales en fait l'éloge, concluant : « Au mieux, Get a Life atteint des sommets vertigineux d'humour surréaliste. Au pire, c'est au moins un slapstick existentiel amusant et idiot. Get a Life est un classique de la télévision pas comme les autres. D'une part, la plupart des autres sont mieux. Mais nous ne parlons pas ici de Playhouse 90, après tout. Mais nous parlons d'absurdités tumultueuses, et ce n’est pas à dédaigner. C'est pour rire. Beaucoup. » La série est par la suite devenue culte et David Mirkin remarque que même si elle a été annulée, « finalement, nous avons eu le public que j’espérais et il est super dévoué et passionné »,.
En 1991, David Mirkin écrit un pilote avec Julien Brown, intitulé The Julie Show, mais la NBC refuse de le produire. Toutefois plusieurs personnes de la chaîne apprécient le pilote et décident de commander The Edge, une série à sketches écrite par David Mirkin et Julie Brown et réalisée par David Mirkin. La NBC se prononce en défaveur de la production de cette série, mais la Fox récupère le projet entre 1992 et 1993. David Mirkin souhaite depuis longtemps produire une série à sketches et conçoit The Edge de manière que cette série soit « rapide » et que « certains sketches se chevauchent, se terminent brusquement ou soient divisés en segments », afin de maintenir l'attention des téléspectateurs,. The Edge est un succès d'audience et est soutenue par la chaîne. David Mirkin considère qu'il s'agit de « la première fois [qu'il] expérimente le sentiment d'avoir créé un succès ». Les thèmes de la série enflamment souvent les personnes visées, notamment le producteur Aaron Spelling. Ce dernier est l'objet d'un sketch tournant en dérision sa série Beverly Hills 90210, une autre série de la Fox, et son actrice principale, sa fille Tori Spelling,. Il exige des excuses publiques et qu'aucun autre épisode ne contienne de telles parodies, menaçant de porter plainte. La société de production de la série, TriStar Television, refuse et David Mirkin répond : « Ce qui est sûr à propos de ces parodies est qu'elles ne nuisent pas à une série. Ce n’est que de la publicité déguisée. Les téléspectateurs qui aiment la série y reviennent toujours la semaine suivante. Ce qui me dérange, c'est que cela démontre que M. Spelling n’a absolument aucun sens de l’humour ». David Mirkin quitte son rôle de producteur délégué de The Edge en plein pendant sa production,. Le Pittsburgh Post-Gazette reporte que David Mirkin est « forcé de quitter la série », à cause de la mauvaise réaction d'Aaron Spelling et d'autres, bien qu’en 2012, il déclare avoir quitté la série après avoir refusé une baisse considérable du budget,. Sony, les producteurs de la série, ne parviennent pas à le persuader de rester, mais il accepte de revenir produire le dernier épisode, une compilation de best-of.

#### Les Simpson

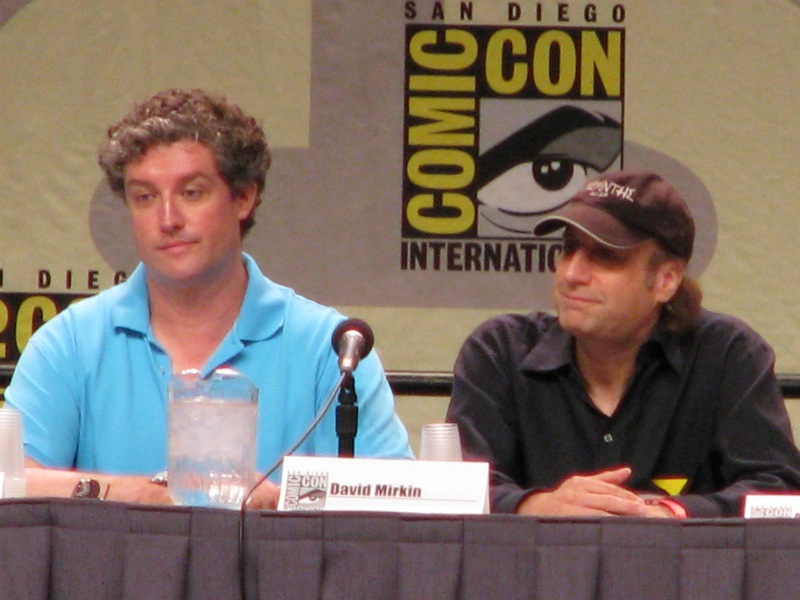
David Mirkin (à droite) remplace Al Jean (à gauche) au poste de show runner des Simpson à partir de la cinquième saison.

David Mirkin tient le rôle de producteur délégué et show runner de la série animée Les Simpson lors de la cinquième et de la sixième saison, entre 1993 et 1995,. À la fin de la quatrième saison de la série, la plupart des membres de l’équipe originelle la quitte, seuls Bill Oakley, Josh Weinstein, Conan O'Brien et Dan McGrath restent, mais Conan O'Brien va bientôt remplacer David Letterman à la présentation du Late Night. Les producteurs délégués James L. Brooks et Richard Sakai, recrutent David Mirkin après son départ de The Edge,. En 1989, il avait déjà été sollicité pour rejoindre l'équipe de scénaristes au commencement de la série, mais il avait préféré travailler sur Get a Life,. Il est déjà fan des Simpson avant d'en intégrer l'équipe. Il commence à travailler en novembre 1992, mais à cause de la longueur du processus de production, la cinquième saison n’est pas diffusée avant le mois de septembre suivant. David Mirkin est le premier show runner solitaire de la série. En raison du départ d'un grand nombre de membres de l’équipe à la fin de la quatrième saison, David Mirkin a « pratiquement dû reconstruire la série à partir de zéro », ce qu'il considère comme « excitant mais aussi un grand défi ». Il embauche plusieurs nouveaux scénaristes dont Richard Appel, David X. Cohen, Jennifer Crittenden, Greg Daniels, Bob Kushell, Jace Richdale et Mike Scully,,.
Le mandat de David Mirkin sur Les Simpson est cité comme une période où la série évolue pour se concentrer sur des histoires et de l'humour abstraits et surréalistes. Anthony Oliver Scott note que « plusieurs vétérans se souviennent des années folles de David Mirkin comme une période d'inventivité sauvage ». Dans son ouvrage The Simpsons: An Uncensored, Unauthorized History, John Ortved décrit la période de David Mirkin comme ayant éloigné la série des histoires plus « réalistes », émotionnelles et basées sur les personnages, pour l’amener vers une « comédie pure » et un humour « surréaliste ». En 2004, dans une interview accordée à Animation Magazine, David Mirkin déclare avoir le sentiment qu'il avait « ramené la série à une approche plus axée sur l'histoire » et qu’il avait augmenté l’accent mis sur les personnages et leurs émotions, tout en « gardant toujours un point de vue surréaliste et loufoque ». Le travail de David Mirkin se concentre davantage sur Homer Simpson et sur quelques personnages secondaires comme Apu Nahasapeemapetilon,. Il s'oppose aussi très fortement à la censure et aux interférences de la chaîne, déclarant au superviseur de la post-production Colin A.B.V. Lewis qu'il ignore la liste des changements soumis par les censeurs de la Fox. Dans le Simpson Horror Show V il essaie de mettre « autant de sang et de tripes » que possible, en représailles envers les censeurs.
John Ortved, en se basant sur des interviews avec les scénaristes Bob Kushell et Brent Forrester et avec l'assistante de David Mirkin Charleen Easton, décrit David Mirkin comme un « outsider » dans la série, l'équipe de scénariste étant, du moins au début, divisée vis-à-vis de son style de comédie et de direction. Brent Forrester le décrit également comme « un petit peu dictatorial ». David Mirkin dirige les sessions d'écriture dans une seule pièce, plutôt que de diviser les scénaristes en deux groupes, comme le feront plus tard les autres show runners, et travaille jusque tard dans la nuit,. Certains félicitent la direction de David Mirkin, notamment Richard Appel qui estime que « les épisodes étaient excellents sous » son mandat. D'autres le critiquent, dont Bob Kushell, qui s'est confronté à David Mirkin à propos de l'épisode Burns fait son cinéma, un crossover avec la série Profession : critique. En 2004, David Mrikin déclare qu'il « n'était pas du tout intimidé à l'idée de rejoindre l'équipe de scénaristes de la série », car il « avait déjà travaillé et écrit » avec plusieurs d'entre eux, concluant qu'il a pris « la direction de cette série d'une façon personnelle, [il] l’a fait, [il] a passé un bon moment à le faire, et tout le monde en était très réceptif ». L'ère de David Mirkin et son style d'humour sont en général populaires parmi les adeptes de la série.
L'épisode de la cinquième saison Homer dans l'espace, dans lequel les personnages de Homer et de Barney Gumble sont recrutés par la NASA, est le premier épisode écrit par David Mirkin pour Les Simpson, le deuxième étant L'Homme qui vint pour être le dîner, coécrit avec Al Jean. David Mirkin travaille sur ce concept depuis longtemps, basant l'histoire sur le projet de la NASA Teacher in Space visant à envoyer des civils ordinaires dans l'espace afin de susciter l'intérêt du grand public. L'idée provoque une controverse parmi l'équipe de scénaristes de la série, certains pensant que l'idée d'envoyer Homer dans l'espace est trop « vaste ». Le créateur de la série, Matt Groening, estime que l'idée peut déstabiliser les scénaristes. Sur la base de ces présentiments et interrogations, plusieurs gags sont atténués afin de rendre l'épisode plus réaliste, notamment le fait que tout le monde à la NASA était aussi stupide qu'Homer. Pendant les sessions de réécritures, David Mirkin et les autres scénaristes laissent davantage l'accent sur la relation entre Homer et sa famille et sur ses tentatives pour devenir un héros à leurs yeux, mais une majeure partie du script original de David Mirkin est conservé,. L'épisode est considéré comme un des meilleurs de la série. Colin Kennedy du magazine Empire le qualifie de « prétendant au titre du plus grand épisode de tous les temps » et Chris Turner dans son ouvrage Planet Simpson pense qu'il est « incomparable »,. À propos du long passage qui commence par Homer en train de manger des chips dans la navette spatiale et qui se termine par un discours dramatique de Kent Brockman, Chris Turner affirme qu'il s'agit « tout simplement d'un des meilleurs moments humoristiques de l’histoire de la télévision ». À la demande de l'astronaute Edward Tsang Lu, une copie de l’épisode est envoyée à la Station spatiale internationale afin que ses occupants puissent le visionner. David Mirkin considère l'épisode comme étant « très très spécial » pour lui. Selon John Ortved, l'épisode par son histoire et son humour surréaliste, incarne l'ère de David Mirkin dans Les Simpson.
David Mirkin est à l'origine de l’idée des épisodes La Dernière Tentation d'Homer, La Petite Amie de Bart et Homer le grand,,,. Il produit également l'épisode en deux parties Qui a tiré sur M. Burns ?, qui est diffusé à la fin de la dixième saison et au début de la onzième. Les scénaristes décident de diviser l’épisode en deux parties avec un mystère à résoudre par les téléspectateurs via un concours. David Mirkin suggère la culpabilité de Maggie Simpson parce qu'il souhaite que le coupable soit un membre de la famille et que c'est, pour lui, le choix le plus amusant.

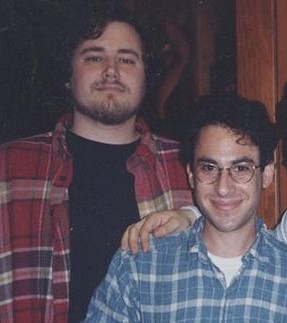
Bill Oakley et Josh Weinstein succèdent à David Mirkin au poste de show runner à partir de la septième saison des Simpson.

Après la sixième saison, David Mirkin propose que Bill Oakley et Josh Weinstein lui succèdent au poste de show runner. Il reste toutefois travailler sur la série en tant que conseiller, les aidant sur les aspects techniques de la série, comme le montage et le mixage son, et la direction des tables de lecture de scripts,. Il est également producteur délégué de trois épisodes de la septième saison : Lisa la végétarienne, Radioactive Man et Une partie Homérique,,. Lisa la végétarienne est approuvé par David Mirkin après que David X. Cohen lui présente l'histoire, David Mirkin étant devenu lui-même végétarien, de nombreuses expériences de Lisa dans l’épisode sont basées sur les siennes. David Mirkin se rend à Londres au studio de Paul et Linda McCartney, pour enregistrer leurs répliques pendant une heure. David Mirkin déclarera plus tard que cet enregistrement avec les McCartney est l'une des expériences les plus « incroyables » de sa vie et qu'il considère l’épisode comme l'un de ses préférés. Lors de la neuvième saison, David Mirkin reprend son rôle de show runner le temps de deux épisodes : Un coup de pied aux cultes et Simpsonnerie chantante,. Il pense à l’épisode Un coup de pied aux cultes, parce que l’idée de parodier les sectes l'attire, les trouvant « comiques, intéressantes et tordues ».
Depuis 2012, David Mirkin continue de travailler à temps partiel sur la série, en tant que consultant et en prêtant main-forte lors du processus de réécriture,. Le cycle de production de la série durant neuf mois, cela lui permet de contribuer de quelques manières que ce soit à presque chaque épisode, tout en pouvant s'engager dans d'autres projets également. Il coscénarise Les Simpson, le film en 2007, ainsi que le court métrage en trois dimensions Dure journée pour Maggie en 2012, qui est nommé aux Oscars dans la catégorie du meilleur court métrage d'animation,. David Mirkin remporte quatre Primetime Emmy Awards et un Peabody Award pour son travail sur Les Simpson.

#### Autres projets
En 1997, David Mirkin réalise le long métrage Romy et Michelle, 10 ans après. Le film met en vedette Mira Sorvino et Lisa Kudrow dans les rôles de deux amies déterminées à montrer à leurs anciens persécuteurs du lycée que, dix ans plus tard, elles ont une vie réussie. David Mirkin déclare à propos de ce film : « Ce sont des personnages féminins que nous n’avons jamais vus auparavant. Il y a si peu de buddy movies sur des femmes, écrit avec un humour féminin. Les femmes jouent rarement des rôles étranges, loufoques et égocentriques comme ceux-là ». David Mirkin connaît Lisa Kudrow avant et il pense qu'elle est « parfaite » pour le rôle, mais il ne s'attend pas à ce que Mira Sorvino accepte le rôle, étant donné sa récente victoire aux Oscars pour Maudite Aphrodite, mais il « s'avère qu'elle a passé un moment horrible au lycée, alors l'histoire lui plaît ». Le film reçoit des éloges de la critique, tout comme la réalisation de David Mirkin. James Berardinelli écrit que David Mirkin « apporte beaucoup d'énergie à la production, faisant continuellement bouger les choses », et Jack Matthews du Los Angeles Times déclare que David Mirkin « sait exactement ce à quoi il a à faire, et compose le film dans des cadres, comme une bande dessinée, commandant de joyeuses couleurs chatoyantes pour tout, de la tenue des fillettes au décors d'une laverie automatique »,.
Beautés empoisonnées, le deuxième long métrage réalisé par David Mirkin, sort en 2001. Il refuse le projet à trois reprises car il n'aime pas le scénario. Alors qu'il aime l'idée qu'une mère et sa fille fassent équipe dans l'escroquerie, il trouve l'écriture « trop vague » et ne lui prodiguant « aucune émotion ». Finalement, les producteurs l'autorisent à réécrire le scénario lui-même, ce qui lui prend un an. Il tourne le film en Floride et à Los Angeles et fait un caméo dans le rôle de l'avocat de Jack. Les réactions face au film et à la réalisation de David Mirkin sont plus variées par rapport à Romy et Michelle. Roger Ebert déclare que le film n'est pas aussi « sournois et n'a pas l'ambition d'être aussi charmant » que Romy et Michelle, « mais dans une saison de comédies ratées et mornes, il fait ce qu'une comédie doit faire : il nous fait rire ». Chris Hewitt du magazine Empire, écrit que « la réalisation de Mirkin est un peu plate, mais clairement il s'amuse énormément » et Susan Wloszyczyna de USA Today estime que David Mirkin « n'obtient jamais le bon timing faisant que l'histoire traîne et se retrouve assez peu logique »,.
En 2004, David Mirkin tient à réaliser Sports Widow, une comédie mettant en vedette Reese Witherspoon dans le rôle d'une femme au foyer ignorée qui cherche à devenir une experte du football américain afin de regagner l'attention de son mari, mais le projet n'aboutit jamais,,. David Mirkin est fan du musicien James Taylor et l'appelle pour être invité dans l'épisode Homer dans l'espace des Simpson, et pour en composer les musiques Enough to Be on Your Way et Sea Cruise,,,. Depuis 2012, David Mirkin travaille sur l’écriture, la réalisation et la coproduction d'un film biographique sur l'homme d'affaires Richard Branson, adapté de ses mémoires Losing My Virginity,.

### Vie privée

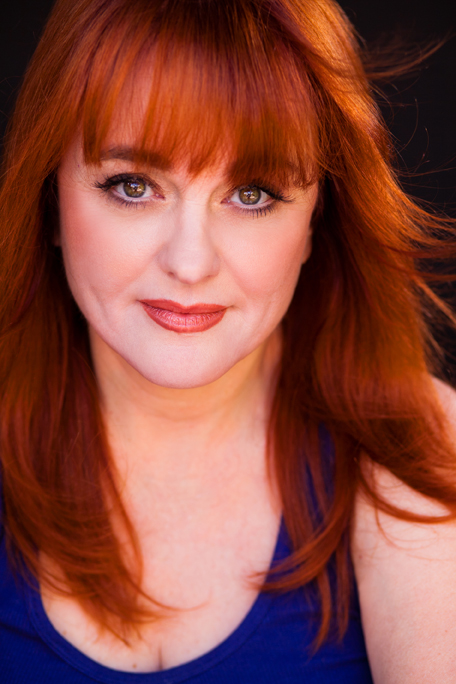
David Mirkin entretient une relation avec l'actrice Julie Brown au début des années 1990.

David Mirkin est végétarien. Au début des années 1990, il a une relation avec l'actrice Julie Brown, avec laquelle il travaille sur The Julie Show et The Edge,.

## Filmographie

### Réalisateur
- 1987-1988 : Newhart : 3 épisodes
- 1990 : Oh, No! Not THEM!
- 1990-1992 : Get a Life : 21 épisodes
- 1991 : The Julie Show
- 1992-1993 : The Edge : 20 épisodes
- 1995 : Les Simpson (The Simpsons) : 1 épisode, Simpson Horror Show VI, réalisation des scènes en prise de vues réelles
- 1997 : Romy et Michelle, 10 ans après (Romy and Michele's High School Reunion)
- 1998 : The Larry Sanders Show : 1 épisode
- 1999 : Jeff of the Universe
- 2001 : Beautés empoisonnées (Heartbreakers)
- 2015 : There We Were: The Recording of James Taylor's Before This World

### Scénariste

#### PourLes Simpson
| Année | Titre                               | Titre original                | Saison | Épisode | Réalisateur     |
| ----- | ----------------------------------- | ----------------------------- | ------ | ------- | --------------- |
| 1994  | Homer dans l'espace                 | Deep Space Homer              | 5      | 15      | Carlos Baeza    |
| 2015  | L'Homme qui vint pour être le dîner | The Man Who Came to Be Dinner | 26     | 10      | David Silverman |

#### Autres
- 1983-1984 : Vivre à trois (Three's Company) : 24 épisodes
- 1984 : Three's a Crowd : 1 épisode
- 1985-1988 : Newhart : 19 épisodes
- 1986 : It's Garry Shandling's Show
- 1987 : The Tracey Ullman Show
- 1990 : Oh, No! Not THEM!
- 1990-1992 : Get a Life : 36 épisodes
- 1991 : The Julie Show
- 1992-1993 : The Edge : 20 épisodes
- 1992-1998 : The Larry Sanders Show
- 1999 : Jeff of the Universe
- 2007 : Les Simpson, le film (The Simpsons Movie)
- 2012 : Dure journée pour Maggie (The Longest Daycare)

### Producteur
- 1986-1988 : Newhart : 48 épisodes
- 1990 : Oh, No! Not THEM!
- 1990-1992 : Get a Life : 36 épisodes
- 1991 : The Julie Show
- 1992-1993 : The Edge : 20 épisodes
- 1993-2022 : Les Simpson (The Simpsons) (633 épisodes)
- 1999 : Jeff of the Universe
- 2014 : The Simpsons Take the Bowl

### Acteur
- 1986 : Last Resort : Walter Ambrose
- 1991 : Get a Life : l'homme d'affaires (1 épisode)
- 2001 : Beautés empoisonnées (Heartbreakers) : l'avocat de Jack

## Récompenses et nominations

### Récompenses
- 1995 : Emmy du meilleur programme d'animation pour l'épisode Le Mariage de Lisa des Simpson[71].
- 1997 : Emmy Award du meilleur programme d'animation pour l'épisode La Phobie d'Homer des Simpson[71].
- 1998 : Emmy Award du meilleur programme d'animation pour l'épisode Vive les éboueurs des Simpson[71].
- 2001 : Emmy Award du meilleur programme d'animation pour l'épisode Le Cerveau des Simpson[71].

### Nominations
- 1987 : Emmy Award du meilleur scénario pour une série télévisée comique pour l'épisode Co-Hostess Twinkie de Newhart[71].
- 1996 : Emmy Award du meilleur programme d'animation pour l'épisode Simpson Horror Show VI des Simpson[71].
- 1999 : Emmy Award du meilleur programme d'animation pour l'épisode Fiesta à Las Vegas de Les Simpson[71].
- 2002 : Emmy Award du meilleur programme d'animation pour l'épisode Sans foi ni toit de Les Simpson[71].
- 2008 : Annie Award du meilleur scénario pour une production animée pour Les Simpson, le film, nomination partagée avec James L. Brooks, Matt Groening, Al Jean, Ian Maxtone-Graham, George Meyer, Mike Reiss, Mike Scully, Matt Selman, John Swartzwelder et Jon Vitti[72].